# Benvingut Oliver
Pour les articles homonymes, voir Oliver.
Benvingut Oliver i Estellés (en catalan) ou Bienvenido Oliver y Esteller (en castillan), né à Catarroja le 2 décembre 1836 et mort à Madrid le 20 mars 1912, est un juriste et historien espagnol.
Il est connu pour être, selon Joan Fuster, le premier à avoir utilisé l'expression « Pays catalans » (en castillan, « Países Catalanes ») dans son œuvre Historia del Derecho en Cataluña, Mallorca y Valencia. Código de las Costumbres de Tortosa (1876),

## Biographie
En 1856, il est diplômé en philosophie, puis en 1858 de droit à l'université de Valence. En 1859 il fait un doctorat avec une thèse intitulée Si los censos son de suyo perjudiciales, publiée la même année à Madrid.
Il est vice-secrétaire à l'Audience de Barcelone. L'Académie valencienne de législation et jurisprudence le nomme membre de la junte directive en 1862. En 1864, il devient membre de la Reial Acadèmia de Bones Lletres. En 1867, il se marie avec Carmen Román y Díaz et s'installe à Porto Rico, où sa femme exerce en tant qu'avocat. À Barcelone est publiée son œuvre Estudios históricos sobre el Derecho Civil de Cataluña.
En 1870, il devient avocat de la Direction générale du registre de la propriété et du notariat et académicien correspondant de la Real Academia de la Historia. En 1874 il est nommé sous-directeur général des registres et du notariat, puis directeur entre 1899 et 1901.
En 1876, il publie le premier tome de son Historia del Derecho en Cataluña, Mallorca y Valencia, publie dans la Revista General de Legislación y Jurisprudencia une longue étude intitulée De la capacidad de las religiosas profesas consideradas individual y colectivamente para adquirir, retener y enajenar bienes raíces. En 1881 sont publiés les trois tomes suivants de son histoire du droit ainsi que le lexique explicatif Libre de les Costums Generals escrites de la insigne ciutat de Tortosa. Lorsqu'est créée l'Institution libre d'enseignement, il est nommé professeur de droit pénal et de droit civil foral.

## Œuvres
- Si los censos son de suyo perjudiciales, Madrid, 1860
- Estudios históricos sobre el derecho civil en Cataluña, Barcelone, 1867
- Historia del derecho en Cataluña, Mallorca y Valencia, 4 tomes, Madrid, 1876 y 1881
- La Nación y la Realeza en los Estados de la Corona de Aragón, Madrid, 1884
- Des innovations introduites dans la législation de la lettre de change, billets à ordre et chèques pour le nouveau Code de Commerce espagnol, Anvers, 1885
- Los Tribunales especiales de comercio, Madrid, 1886
- La loi espagnole relative au commerce maritime, traduite et mise en concordance avec les lois similaires allemande, belge, française, italienne et néerlandaise (en collaboration avec Victor Jacobs et Lambert Riwerx), Paris, 1886
- Breve sumario del proyecto del Código Civil de Alemania y del Proyecto de Ley para su planteamiento, Madrid, 1889
- Derecho Inmobiliario Español, Madrid, 1892
- Bases para una legislación mercantil uniforme iberoamericana sobre abordajes y asistencias de naves mercantes en el mar, Madrid, 1892
- Las Cortes de los Antiguos Reinos de Aragón y Valencia y Principado de Cataluña (en col·aboració amb Fidel Fita), Madrid, 1901.